# Adelaida de Olanda
Adelaide de Olanda, contesă de Hainaut (Aleide (Aleidis)) (n. cca. 1230 – d. 9 aprilie 1284, Valenciennes) a fost regentă în Comitatul Olanda între 1258 și 1263, pentru nepotul ei, contele Floris al V-lea pe parcursul minoratului acestuia.

## Viața
Adelaida a fost fiică a contelui Floris al IV-lea de Olanda cu Matilda de Brabant. De asemenea, ea era soră a contelui Willem al II-lea de Olanda, conte de Olanda și rege al Germaniei.
În 9 octombrie 1246, Adelaida a fost căsătorită cu contele Ioan I, conte de Hainaut. Ca și mama sa, ea a fost un adevărat patron al lăcașurilor religioase. Înclinația către teologie s-a reflectat în aceea că trei dintre fiii ei au devenit epicopi, iar fiica sa a ajuns abatesă. De asemenea, Adelaida a insistat pentru acordarea unei educații bilingve pentru copiii ei.
Între 1258 și 1263, Adelaida a activat ca regent în Comitatul de Olanda în numele nepotului ei, Floris al V-lea. Ea s-a autointitulat ca pardian de Olanda și Zeelanda (Tutrix de Hollandie et Zeelandie). După ce Floris a atins majoratul, Adelaida a continuat să îi acorde sfaturi. Ea a murit în 1284 la Valenciennes, însă în 1299, la moartea fiului lui Floris, Ioan I, moștenirea comitatului a trecut în mâinile fiului ei, sub numele de Ioan al II-lea.
El a acordat privilegii orășenești cetățenilor din Schiedam, localitate care a devenit astfel oraș. În acesta, ea a întemeiat Huis te Riviere, care a devenit cel de al doilea castel ca mărime din Olanda.
Poetul flamand Jacob van Maerlant a dedicat primul său poem, Geesten, Adelaidei.

## Urmași
Cu Ioan I, Adelaida a avut următorii copii:
- Ioan (1247–1304), conte de Hainaut și de Olanda
- Balduin (n. după 1247, în viață în 1299)
- Ioana, abatesă de Flines (d. 1304)
- Bouchard, episcop de Metz (1251–1296)
- Guy, episcop de Utrecht (1253–1317)
- Guillaume, episcop de Cambrai (1254–1296)
- Floris, stadholder de Zeelanda și principe de Ahaia) (1255-1297)